# Mai per sempre
Mai per sempre è un film del 2020 diretto da Fabio Massa.

## Trama
Luca si trasferisce in Puglia da Napoli dove lavora come meccanico insieme al suo amico Antonio. Lì conoscerà Maria una ragazza ucraina col permesso di soggiorno che sta per scadere.

## Distribuzione
Il film è stato distribuito nelle sale cinematografiche italiane a partire dal 24 settembre 2020.